# Csanád (chef magyar)
Pour les articles homonymes, voir Csanád.
Csanád (fl. 997-1038) est un chef militaire magyar du XIe siècle.

## Biographie
Fondateur du clan Csanád, il est le fils de Doboka et apparenté aux Árpád. Initialement vassal du chef païen Ajtony, il le défait en  1028 sur l'ordre du roi Saint Étienne de Hongrie, cela après s'être convertit au catholicisme. Le roi le récompense de sa victoire par la région d'Ajtony et devient ispán de Marosvár, qui devient dès lors Csanádvár (hu). Cette place devient en 1030 le siège de l'évêché de Csanád.

## Sources
- Curta, Florin: Transylvania around A.D. 1000; in: Urbańczyk, Przemysław (Editor): Europe around the year 1000; Wydawn. DiG, 2001;  (ISBN 978-83-7181-211-8)
- Curta, Florin: Southeastern Europe in the Middle Ages - 500-1250; Cambridge University Press, 2006, Cambridge;  (ISBN 978-0-521-89452-4)
- Engel, Pál: The Realm of St Stephen: A History of Medieval Hungary, 895-1526; I. B. Tauris, 2001, London&New York;  (ISBN 1-85043-977-X)
- Kristó, Gyula - Engel, Pál - Makk, Ferenc : Korai Magyar történeti lexikon (9-14. század) /Encyclopédie des l'Histoire Hongroise des premiers Âges (IX-XIVesiècles/; Akadémiai Kiadó, 1994, Budapest;  (ISBN 963-05-6722-9)
- Magyar Katolikus Lexikon